# Państwowe Gimnazjum im. Króla Zygmunta Augusta w Wilnie

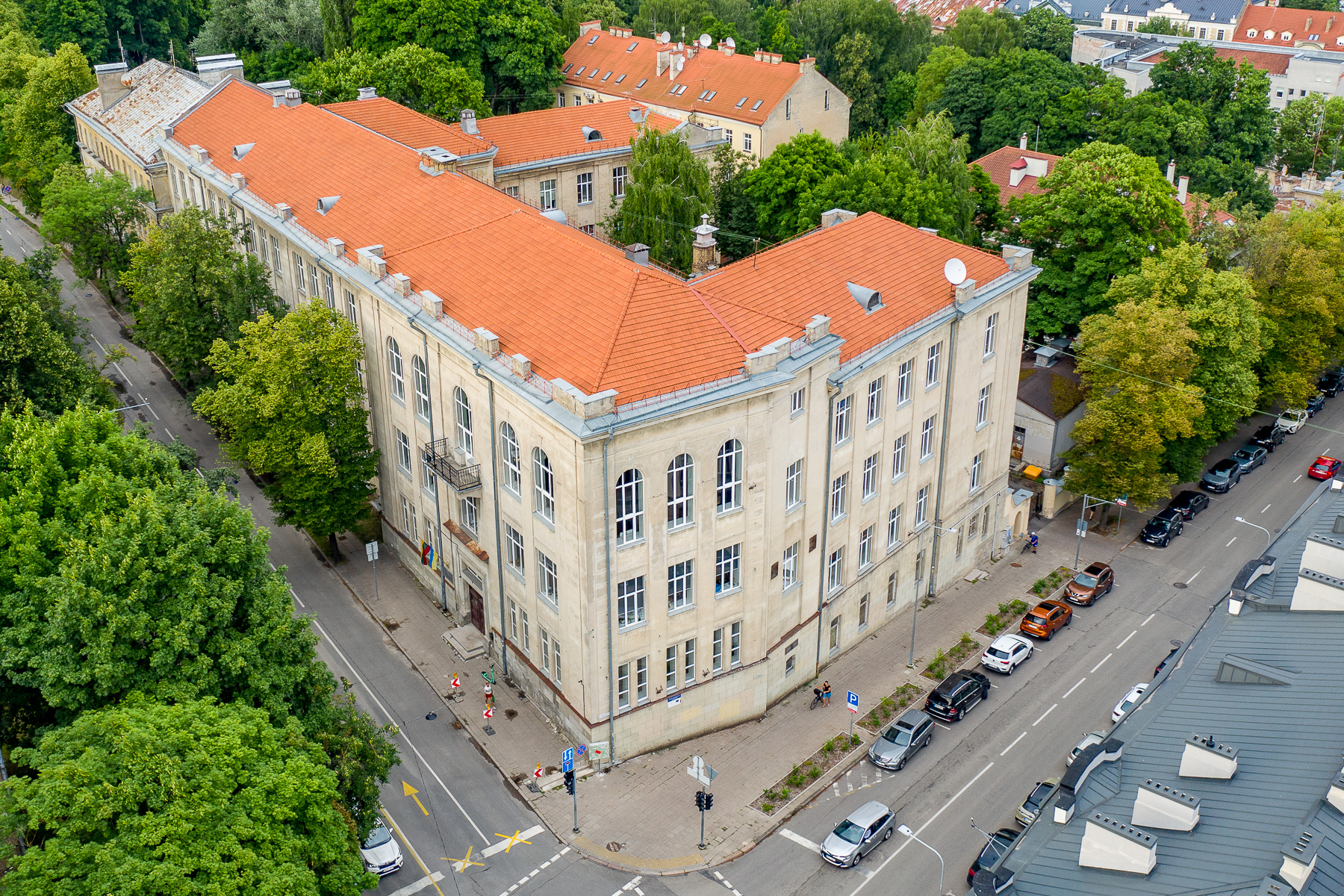
Budynek szkoły

Państwowe Gimnazjum im. Króla Zygmunta Augusta w Wilnie – polska męska szkoła średnia, istniejąca w latach 1915–1939.
Gimnazjum powstało w końcu sierpnia 1915 jako szkoła Stowarzyszenia Nauczycielstwa Polskiego – równolegle zaczęła działać szkoła żeńska, późniejsze Gimnazjum im. Elizy Orzeszkowej w Wilnie. Inicjatorem powstania tych placówek był Stanisław Kościałkowski, przez kilka następnych lat nadzorujący ich działanie. Pierwszym dyrektorem szkoły, mieszczącej się wówczas przy ul. Wileńskiej 10, został Stanisław Zieliński.
Przez pierwsze trzy lata (1915–1917) szkoła borykała się z wieloma problemami, spowodowanymi i działalnością okupacyjnych władz niemieckich, i brakiem środków finansowych. Jeszcze gorsza sytuacja nastąpiła w czasie okupacji miasta przez bolszewików, nauki jednak nie przerwano. Sytuacja poprawiła się po zajęciu Wilna przez wojsko polskie w kwietniu 1919 – szkoła otrzymała wsparcie materialne władz państwowych, przeprowadziła się też do obszernego budynku przy ul. Mała Pohulanka 11. Kierownictwo szkoły objął Zygmunt Fedorowicz. 
W roku 1920 gimnazjum zostało upaństwowiona i przyjęło imię Zygmunta II Augusta, uzyskało też prawa szkoły publicznej. Od 1932 roku, w wyniku reformy jędrzejewiczowskiej, szkoła stała się Gimnazjum i Liceum im. Zygmunta Augusta. Przestała istnieć, podobnie jak inne polskie szkoły średnie w Wilnie, w grudniu 1939 roku – przekształcono ją w Wileńskie Gimnazjum Państwowe z wykładowym językiem polskim. 
Do 1924 kierownikiem gimnazjum był Zygmunt Fedorowicz, a od 1924 dyrektorem gimnazjum był Jan Żelski.
Absolwentami Gimnazjum im. Króla Zygmunta Augusta byli m.in. Edward Borowski, Witold Czarnecki (architekt), Antoni Gołubiew, Zbigniew Ihnatowicz, Tadeusz Konwicki, Czesław Miłosz, Jan Safarewicz, Andrew Schally, Stanisław Stomma, Andrzej Święcicki, Ignacy Święcicki, Wiktor Trościanko, Ananiasz Zajączkowski, Czesław Zgorzelski, Józef Żyliński, Ryszard Kiersnowski.